# Hrabia Clanricarde
Tytuł hrabiego Claricarde był dwukrotnie kreowany w parostwie Irlandii w 1543 i 1800 r. Pierwsza kreacja wygasła w 1916 r., druga istnieje do dziś i znajduje się w posiadaniu markizów Sligo.
Hrabiowie Clanricarde 1. kreacji (parostwo Irlandii)
- 1543–1544: Ulick na gCeann Burke, 1. hrabia Clanricarde
- 1544–1582: Richard Burke, 2. hrabia Clanricarde
- 1582–1601: Ulick Burke, 3. hrabia Clanricarde
- 1601–1635: Ricahrd Burke, 4. hrabia Clanricarde, kreowany w 1628 r. hrabią St Albans
- 1635–1657: Ulick Burke, 5. hrabia Clanricarde i 2. hrabia St Albans, kreowany w 1646 r. 1. markizem Clanricarde
- 1657–1666: Richard Burke, 6. hrabia Clanricarde
- 1666–1687: William Burke, 7. hrabia Clanricarde
- 1687–1704: Richard Burke, 8. hrabia Clanricarde
- 1704–1722: John Burke, 9. hrabia Clanricarde
- 1722–1726: Michael Burke, 10. hrabia Clanricarde
- 1726–1782: John Smith de Burgh, 11. hrabia Clanricarde
- 1782–1797: Henry de Burgh, 12. hrabia Clanricarde, od 1785 r. 1. markiz Clanricarde
- 1797–1808: John Thomas de Burgh, 13. hrabia Clanricarde, kreowany w 1800 r. 1. hrabią Clanricarde (II kreacji)
- 1808–1874: Ulick John de Burgh, 14. hrabia Clanricarde i 2. hrabia Clanricarde, w 1825 r. kreowany 1. markizem Clanricarde
- 1874–1916: Hubert George de Burgh-Canning, 2. markiz Clanricarde, 15. hrabia Clanricarde i 3. hrabia Clanricarde

Hrabiowie Clanricarde 2. kreacji (parostwo Irlandii)
- 1800–1808: John Thomas de Burgh, 13. hrabia Clanricarde i 1. hrabia Clanricarde
- 1808–1874: Ulick John de Burgh, 14. hrabia Clanricarde i 2. hrabia Clanricarde, w 1825 r. kreowany 1. markizem Clanricarde
- 1874–1916: Hubert George de Burgh-Canning, 2. markiz Clanricarde, 15. hrabia Clanricarde i 3. hrabia Clanricarde
- 1916–1935: George Ulick Browne, 6. markiz Sligo i 4. hrabia Clanricarde
- 1935–1941: Ulick John Browne, 7. markiz Sligo i 5. hrabia Clanricarde
- 1941–1951: Arthur Howe Browne, 8. markiz Sligo i 6. hrabia Clanricarde
- 1951–1952: Terence Morris Browne, 9. markiz Sligo i 7. hrabia Clanricarde
- 1952–1991: Denis Edward Browne, 10. markiz Sligo i 8. hrabia Clanricarde
- 1991 -: Jeremy Ulick Browne, 11. markiz Sligo i 9. hrabia Clanricarde

Wicehraba Bourke 1. kreacji (parostwo Irlandii)
- 1629–1635: John Bourke, 1. wicehrabia Bourke
- 1635–1650: Thomas Bourke, 2. wicehrabia Bourke
- 1650–1657: Ulick Burke, 5. hrabia Clanricarde i 2. hrabia St Albans, kreowany w 1646 r. 1. markizem Clanricarde
- następni wicehrabiowie Bourke, patrz: hrabiowie Clanricarde 1. kreacji